# CloudHQ
 (août 2024).
 (août 2024).
cloudHQ est une société de technologie de l'information basée à San Francisco, en Californie. Elle est fondée en 2011 par Senad Dizdar, actuellement PDG de l'entreprise. Naomi Assaraf est le directeur marketing depuis 2013 et Blaz Lupiscek est le directeur de la technologie.
Le logiciel synchronise des données entre plusieurs plateformes cloud comme Google Workspace, Egnyte (en), Box, Dropbox et Microsoft 365. Les données sont dupliquées dans un compte de sauvegarde en ligne pour réduire le risque de perte de données. La plateforme est aussi utilisée pour la migration de données ou pour autoriser le partage et la collaboration sur des fichiers entre plusieurs plateformes.
CloudHQ créé aussi de nombreuses extensions de navigateur pour des applications comme Gmail ou d'autres.